# Hervé Tum
Hervé Germain Tum (Yaoundé, 15 febbraio 1979) è un ex calciatore camerunese, di ruolo attaccante.